# Обсценная лексика в латыни
Латинская брань — группа слов в латинском языке, относящаяся к нецензурной лексике. Некоторые слова не имеют точного перевода.
Римляне часто употребляли ругательства и обсценную лексику (от лат. obscenus «непристойный, распутный, безнравственный»). Ругательства были неотъемлемой частью жизни, их употребляли в ссорах, на рынках, в питейных заведениях, дома, для оскорбления или очернения политических противников.
В комедиях Плавта содержится множество примеров древнеримских ругательств: caenum «скотина; грязь», bustirapus «осквернитель могил», patricida «отцеубийца».
Цицерон в своих речах против политических противников также применял различные ругательства: «гнилой кусок мяса», sentina rei publicae «подонки государства».

## Классификация
Ругательства можно разделить по следующей тематике:
- Сравнение с животными: hircus — козёл, вонючка, сластолюбец; asinus — осёл;
- Душевные или физические дефекты: stultissimus — тупица; homullus — маленький человек, жалкий человек, карлик;
- Сравнение с представителями преступного мира: perforator — взломщик; gladiator — головорез, душегуб;
- Непристойное поведение: ganeo — гуляка, кутила, обжора;
- Широко представлена сексуальная тематика.

### Сексуальная тематика

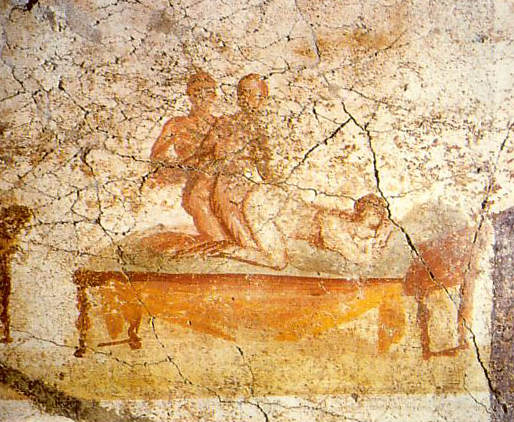
Сцена в бане

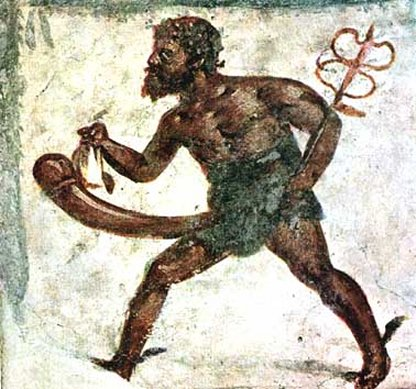
Пример sopio: на этой фреске из Помпей бог Меркурий был изображён с огромным пенисом

Эта группа слов подобна русскому и английскому мату:
- Mentula — мужской половой орган,
- Verpa — мужской половой орган, но с гомосексуальным смыслом,
- Cōleī — яичко,
- Cunnus — вульва (в нецензурном значении),
- Landīca — клитор (очень грубо),
- Futuere — нет точного перевода, ближе всего — «трахать»,
- Crīsāre — входить в сношение, при котором женщина находится сверху,
- Cēvēre — то же самое, но относящееся к пассивному партнёру,
- Fellator — возможный перевод — «членосос», партнёр в оральном сексе,
- Irrumator — другой партнёр в оральном сексе, по сравнению с вышеупомянутым.

## Гай Валерий Катулл
Для стихотворений Катулла, согласно Сиссону, порнографическая лексика нетипична, но в Катулл, XVI встречается:
- «pedicabo ego vos et irrumabo» — «вот ужо заебу вас в рот и в жопу»[6]. Другой переводчик Катулла, Максим Амелин, сам переводя «раскорячу я вас и отмужичу», отмечал, что эту фразу:

можно бы перевести: „Трахну вас я и спереди, и сзади“, или „Отымею я вас и в рот, и в жопу“, или ещё грубее (у меня было десятка два вариантов), и это будет точно по действию, но не точно по смыслу»Максим Амелин

## Эпиграфическиепримеры употребления
C(aius) Cacos(!)
Гай гадит
— 

Victor fellator
Победитель-членосос
— 

Felicula / fellas
Феликула сосёт
— 